# Kothamangala, Mulbagal
Kothamangala là một làng thuộc tehsil Mulbagal, huyện Kolar, bang Karnataka, Ấn Độ.